# Cairo (Band)
Cairo ist eine Progressive-Rock-Band, die in den frühen 1990er Jahren in San Francisco, USA gegründet wurde. Die Band veröffentlichte vier Alben und zahlreiche Beiträge zu Kompilationen ihrer Plattenfirma. Sie steht in der Tradition früher Progressive-Rock-Bands wie Yes und Emerson, Lake and Palmer und verbindet orgel- und keyboard-lastige Klänge mit modernem Rock.

## Geschichte
Gründungsmitglieder waren Mark Robertson (Keyboard), Alec Fuhrman (E-Gitarre, Gesang), Jeff Brockman (Schlagzeug), Rob Fordyce (E-Bass) und Bret Douglas (Gesang). Das gleichnamige Debütalbum war in dem Heimstudio der Band aufgenommen worden. Es erschien 1994 bei dem renommierten Progressive-Rock-Plattenlabel Magna Carta. Darauf waren starke Einflüsse von Progressive-Rock-Bands wie Emerson, Lake and Palmer und Yes festzustellen. Während der zwei Jahre dauernden Arbeiten an seinem Nachfolger Conflict and Dreams verließ Bassist Fordyce die Band. Die Arbeiten wurden mit Jamie Browne fortgesetzt. Das Album erschien 1998. Obwohl der Gesamtsound sich nicht stark von seinem Vorgänger unterschied, stellten sich Kompositionen wie auch die Produktion wesentlich komplexer dar. 2000 verließ auch Gitarrist Fuhrman die Band. Im Juni 2001 erschien das bislang letzte Album Time of Legends. Weitere Aktivitäten der Band sind nicht bekannt. Sänger Bret Douglas (bürgerl. Brett Stranne) verstarb am 24. November 2011.

## Diskografie
- Cairo (Länge 63:04 Minuten) – erschienen 1994 bei Magna Carta (Neuauflage 2002)
- Conflict and Dreams (Länge 65:09 Minuten) – erschienen 1998 bei Magna Carta und Roadrunner Records (Neuauflage 2002)
- Time of Legends (Länge 47:28 Minuten) – erschienen 2001 bei Magna Carta

## Rezeption
Cairo wurde von den Fachpublikationen überwiegend positiv bewertet, frühe Kritikpunkte waren jedoch ein anfangs unausgereifter Stil und ungenügende Eigenständigkeit.

„Im ganzen ist das Material […] typisch für jede andere post-1990-Progressive Band.“

„Auf ihrem ersten Album […] erschienen die Progressivrock-Elemente oft gezwungen und übertrieben.“

Spätere Kritiken bescheinigten der Band eine zunehmende Reifung und gelungene Verbindung zwischen den Progressive-Rock-Größen der 1970er Jahre und einem eingängigen, zeitgemäßen und zugleich neuartigen Sound.